# 志朗
志朗（しろう SHIRO、本名：松本 志朗（まつもと しろう）、1993年6月23日 - ）は、日本のキックボクサー。初代RISE世界バンタム級王者。元ISKAムエタイ世界バンタム級王者。RISE DOA 2020 -55kgトーナメント優勝。BeWELLキックボクシングジムに所属し、同ジム専属トレーナーをつとめる。埼玉県出身。

## 経歴

### 生い立ち
3歳のときよりキックボクシングを始める。2007年8月、ディファ有明第1回国際ジュニアキックボクシング バンタム級王座獲得。

### ムエタイ
2008年12月、ラジャダムナン・スタジアムでムエタイの試合に出場、3ラウンド目に首相撲からの膝蹴りを受けてKO負け。2009年2月よりタイ・バンコクのクロントイ地区にある96ピーナンジムで練習を開始し、同年8月15日にルンピニー・スタジアムでプロデビュー。

### キックボクシング
- 2010年1月17日、後楽園ホールでプロデビュー、2R KO勝利。
- 2011年6月18日、マレーシアのZ-1世界トーナメント大会優勝。
- 2012年2月11日、タイ・チョンブリ県・チョンブリ地区王座獲得。
- 2013年8月25日、ランシット・インターナショナルボクシングスタジアム認定 インターナショナルバンタム級王座獲得。
- 2016年1月10日、ISKAムエタイバンタム級王座獲得。
- 2017年5月14日、ISKAムエタイバンタム級王座初防衛。
- 2017年6月20日、新日本キックボクシング協会を脱退。
- 2018年5月20日、ISKA世界ムエタイバンタム級王座2度目の防衛に成功。
- 2020年11月1日、「RISE DEAD OR ALIVE 2020 -55kgトーナメント」で優勝。
- 2023年3月26日、「RISE ELDORADO2023」で-55kg世界バンタム級王座獲得。
- 「RISE WORLD SERIES 2023 -54kg Tournament」に出場。2023年8月26日、トーナメント準決勝でクマンドーイ・ペッティンディーアカデミーに判定0-3で敗北。
- 2024年3月17日、「RISE ELDORADO2024」で田丸辰とRISE世界バンタム級タイトルマッチ行うが、1R終盤に偶然のバッティングで鼻骨を骨折したため無効試合となった[1]。同年9月8日、「RISE WORLD SERIES 2024 YOKOHAMA」で田丸とダイレクトリマッチを行い、3-0の判定勝ちで初防衛に成功[2]。

## 戦績

### ムエタイ・キックボクシング（国内試合）
| キックボクシング 戦績 | キックボクシング 戦績 | キックボクシング 戦績 | キックボクシング 戦績 | キックボクシング 戦績 | キックボクシング 戦績 | キックボクシング 戦績 |
| --------------------- | --------------------- | --------------------- | --------------------- | --------------------- | --------------------- | --------------------- |
| 42 試合               | (T)KO                 | 判定                  | その他                | 引き分け              | 無効試合              |                       |
| 31 勝                 | 13                    | 18                    | 0                     | 4                     | 1                     |                       |
| 6 敗                  | 0                     | 6                     | 0                     | 4                     | 1                     |                       |

| 勝敗 | 対戦相手                                 | 試合結果                          | 大会名 | 開催年月日     |
|      | 玖村将史                                 | 試合前                            | ABEMA presents RISE WORLD SERIES 2025 TOKYO 【RISE世界バンタム級タイトルマッチ】                              | 2025年8月2日   |
| ○    | 田丸辰                                   | 5R終了 判定3-0                    | RISE WS 2024 YOKOHAMA 【RISE世界バンタム級タイトルマッチ】                                                    | 2024年9月8日   |
| －   | 田丸辰                                   | 2R 無効試合（偶然のバッティング） | ABEMA presents RISE ELDORADO 2024 【RISE世界バンタム級タイトルマッチ】                                        | 2024年3月17日  |
| ○    | ブンロン・ペッティンディーアカデミー     | 1R 2:28 KO（レフェリーストップ）  | RUF presents RISE WORLD SERIES 2023 Final Round                                                               | 2023年12月16日 |
| ×    | クマンドーイ・ペッティンディーアカデミー | 3R終了 判定0-3                    | ABEMA presents RISE WORLD SERIES 2023 2nd Round 【RISE WORLD SERIES 2023 -54kg Tournament 準決勝】            | 2023年8月26日  |
| ○    | ルベン・セオアネ                         | 3R終了 判定3-0                    | ABEMA presents RISE WORLD SERIES 2023 1st Round 【RISE WORLD SERIES 2023 -54kg Tournament（Aブロック）1回戦】 | 2023年7月2日   |
| ○    | ディーゼルレック・ウォーワンチャイ       | 5R 2:37 KO（右ハイキック）        | RISE ELDORADO 2023 【初代RISE世界バンタム級王座決定戦】                                                       | 2023年3月26日  |
| ○    | 鈴木真彦                                 | 3R終了判定2-0                     | RISE WORLD SERIES SHOOTBOXING-KINGS2022                                                                       | 2022年12月25日 |
| ○    | 大﨑孔稀                                 | 3R終了+延長1R 判定3-0             | RISE WORLD SERIES 2022                                                                                        | 2022年10月15日 |
| ×    | 玖村将史                                 | 3R終了 判定0-3                    | THE MATCH 2022                                                                                                | 2022年6月19日  |
| ○    | 江幡塁                                   | 2R 1:29 KO（右ハイキック）        | RISE ELDORADO 2022                                                                                            | 2022年4月2日   |
| ×    | 風音                                     | 延長R終了 判定3-0                 | Cygames presents RISE WORLD SERIES 2021 YOKOHAMA 【RISE DEAD OR ALIVE 2021 -53kgトーナメント決勝戦】          | 2021年9月23日  |
| ○    | 滉大                                     | 3R終了 判定3-0                    | Cygames presents RISE WORLD SERIES 2021 YOKOHAMA 【RISE DEAD OR ALIVE 2021 -53kgトーナメント準決勝】          | 2021年9月23日  |
| ○    | 滉大                                     | 延長R終了 判定3-0                 | Cygames presents RISE WORLD SERIES 2021 OSAKA 【RISE DEAD OR ALIVE 2021 -53kgトーナメント1回戦】              | 2021年7月18日  |
| ×    | 那須川天心                               | 3R終了 判定0-3                    | RISE ELDORADO 2021                                                                                            | 2021年2月28日  |
| ○    | 鈴木真彦                                 | 3R終了 判定3-0                    | RISE DEAD OR ALIVE 2020 那須川天心挑戦者決定トーナメント～決勝戦                                              | 2020年11月1日  |
| ○    | 植山征紀                                 | 3R終了 判定2-0                    | RISE DEAD OR ALIVE 2020 那須川天心挑戦者決定トーナメント～2                                                   | 2020年11月1日  |
| ○    | 清志                                     | 1R 0:26 KO                        | RISE140 | 2020年7月19日  |
| ○    | 京谷祐希                                 | 3R終了 判定2-0                    | RISE136 | 2020年1月13日  |
| ×    | 那須川天心                               | 3R終了 判定0-3                    | RISE WORLD SERIES 2019 決勝戦 58kg                                                                            | 2019年9月16日  |
| ○    | ルンキット・ウォーサンプラパイ           | 3R＋延長1R終了 判定2-1            | RISE WORLD SERIES 2019 2nd ROUND 58kg                                                                         | 2019年7月21日  |
| ○    | ウラジスラフ・ミキータス                 | 3R 1:09 KO                        | RISE WORLD SERIES 2019 1st ROUND 58kg                                                                         | 2019年3月10日  |
| ○    | 工藤政英                                 | 判定3-0                           | RISE129 | 2018年11月17日 |
| ○    | ゴンサロ・テバル                         | 2R 2:43 TKO                       | 名古屋ホーストカップ ISKAムエタイ世界王座防衛戦                                                               | 2018年5月20日  |
| ○    | アドリアン・ロペス                       | 3R 1:50 KO                        | ISKAムエタイ世界王座防衛戦                                                                                    | 2017年5月14日  |
| ○    | バカイペト・ニッティサムイ               | 5R 3:10 KO                        | 後楽園ホール                                                                                                  | 2017年1月      |
| △    | ライアン・シェーハン                     | 3R終了 ドロー                     | ISKAムエタイ世界バンタム級王座決定戦                                                                          | 2016年5月15日  |
| ○    | ダニエル・マッグウォーン                 | 5R終了 判定                       | ISKAムエタイ世界バンタム級王座決定戦                                                                          | 2016年1月10日  |
| ○    | ネストル・ロドリゲス                     | 4R 0:57 KO                        | ISKAムエタイ世界バンタム級世界ランキング戦                                                                    | 2015年5月17日  |
| ○    | 国崇                                     | 5R終了 判定                       | 後楽園ホール                                                                                                  | 2015年1月11日  |
| ○    | 宮元啓介                                 | 5R終了 判定                       | 後楽園ホール                                                                                                  | 2014年1月12日  |
| ○    | パヤックカムロン                         | 5R終了 判定                       | ランシット・スタジアム認定インターナショナルバンタム級王座決定戦                                              | 2013年8月25日  |
| ○    | サイロムノーイ・ティーデット99           | 5R 2:27 KO（バックハンド）        | 後楽園ホール                                                                                                  | 2013年5月19日  |
| △    | フォムペット・チュワタナ                 | 5R終了 ドロー                     | 後楽園ホール                                                                                                  | 2013年1月13日  |
| ○    | ジョムラーチャノン・トー・ラブー         | 2R 1:12 KO                        | ディファ有明                                                                                                  | 2012年8月26日  |
| △    | 江幡塁                                   | 5R終了 ドロー                     | 新日本キックボクシング協会認定 日本バンタム級タイトルマッチ                                                   | 2012年5月13日  |
| ○    | 古岡大八                                 | 3R終了 判定                       | 日本タイトル王座挑戦決定戦                                                                                    | 2012年1月15日  |
| △    | ラジャサクレック・ソーラワピン           | 3R終了 ドロー                     | ディファ有明                                                                                                  | 2011年8月28日  |
| ×    | 江幡塁                                   | 3R終了 判定                       | 後楽園ホール                                                                                                  | 2011年5月15日  |
| ○    | 阿部泰彦                                 | 3R終了 判定                       | 後楽園ホール                                                                                                  | 2011年1月16日  |
| ○    | 雷神浜田                                 | 2R 2:45 TKO                       | ディファ有明                                                                                                  | 2010年8月29日  |
| ○    | 薄井将徳                                 | 2R終了 判定                       | 後楽園ホール                                                                                                  | 2010年5月16日  |
| ○    | 橋本貴行                                 | 2R 1:49 TKO                       | 後楽園ホール                                                                                                  | 2010年1月17日  |

### ムエタイ（海外試合）
| 勝敗 | 対戦相手                                   | 試合結果      | 大会名                                                       | 開催年月日     |
| ○    | ペットサムレット・オーボートーノンヤントイ | 5R終了 判定   | ギャットペットチュンプロモーターの生誕祭記念興行             | 2019年1月6日   |
| ×    | ペットアサウィン・シットサラワットスア     | 5R終了 判定   | ルンピニースタジアム                                         | 2018年9月29日  |
| ○    | カオカオデーン・フアロンナムカン           | 5R終了 判定   | ルンピニースタジアム                                         | 2018年9月1日   |
| ○    | グリスペット・モーラタナパヌ               | 5R終了 判定   | ルンピニースタジアム                                         | 2018年7月7日   |
| ×    | ジャオスアヤイ・ソーデッチャパン           | TKO           | ルンピニースタジアム                                         | 2018年4月14日  |
| ○    | ダープグン・ダープランサラカーム           | 5R終了 判定   | ルンピニースタジアム                                         | 2018年3月17日  |
| ○    | チューペット・シッパナンチュン             | 4R TKO        | ルンピニースタジアム                                         | 2018年1月13日  |
| ○    | センサワーン・カセームフアライ             | 3R TKO        | ルンピニースタジアム                                         | 2017年12月9日  |
| ×    | リアムタック・シンビームエタイジム         | 5R終了 判定   | ルンピニースタジアム                                         | 2017年9月16日  |
| ×    | ゲンサック                                 | 5R終了 判定   | ルンピニースタジアム                                         | 2017年7月22日  |
| ○    | ヌアペット・シットロムナオ                 | 5R終了 判定   | ルンピニースタジアム                                         | 2017年6月30日  |
| ○    | ダオチェン・ドイショット                   | 5R終了 判定   | ルンピニースタジアム                                         | 2017年3月25日  |
| △    | Extra Chor Sampeinong                      | 3R終了 ドロー | MAX MUAY THAI                                                | 2016年2月28日  |
| ○    | トングサーム・シーグルウォン               | 5R終了 判定   | ランシット・インターナショナル・スタジアム                   | 2015年3月17日  |
| ○    | ファーサタン・ジトドンキン                 | 5R終了 判定   | サラブリー県 特設リング                                      | 2015年2月15日  |
| ○    | セーング・サックダー・チョーワチラ         | 5R終了 判定   | ランシット・インターナショナル・スタジアム                   | 2014年7月16日  |
| ×    | ヨードペット・スアンアーハンピックマイ     | 5R終了 判定   | ルンピニスタジアム                                           | 2014年6月7日   |
| ×    | ゴーン・オ・クンナトーン                   | 5R終了 判定   | ラジャダムナンスタジアム                                     | 2013年6月24日  |
| ×    | ゴーン・オ・クンナトーン                   | 5R終了 判定   | ラジャダムナンスタジアム                                     | 2013年2月28日  |
| ○    | シーモック・ソーサイヤン                   | 5R終了 判定   | ランシット・インターナショナル・スタジアム                   | 2012年11月6日  |
| ×    | スック・ムエタイカイチョン                 | 5R終了 判定   | キリカン県ファヒン郡 特設リング                              | 2012年10月20日 |
| ○    | ラブ・ボー・コーソー                       | 5R終了 判定   | ラジャダムナンスタジアム                                     | 2012年7月1日   |
| ○    | バーンペット・ポー                         | 3R KO         | ラジャダムナンスタジアム                                     | 2012年3月4日   |
| ○    | ヨードシアン                               | 3R KO         | チョンブリ地区タイトルマッチ                                 | 2012年2月11日  |
| ×    | ロムイサン・ティーディック99               | 5R終了 判定   | ラジャダムナンスタジアム                                     | 2011年11月21日 |
| ○    | ノンパアオ・チョクプランニーファルン       | 5R終了 判定   | ラジャダムナンスタジアム                                     | 2011年10月9日  |
| ○    | ダーク・アグカン                           | 3R KO         | Z-1世界トーナメント大会マレーシア CARAVAN TOMOI DUNIA 決勝戦 | 2011年6月18日  |
| ○    | フィーダス・ジャナイ                       | 3R KO         | Z-1世界トーナメント大会マレーシア CARAVAN TOMOI DUNIA 1回戦  | 2011年6月18日  |
| ×    | セーンサック・シッワルンニー               | 5R終了 判定   | バンコーブア寺院特設リング                                   | 2011年4月11日  |
| ○    | タウィー・ウォー・ルンタウィー             | 5R終了 判定   | ムエタイスタジアム                                           | 2011年3月8日   |
| ○    | タウィー・ウォー・ルンタウィー             | 4R KO         | ホームシン寺特設リング                                       | 2010年12月8日  |
| ×    | ヨードゲン                                 | 判定          |                                                              | 2010年11月16日 |
| ○    | スックベットピア                           | 5R終了 判定   | ルンピニスタジアム                                           | 2010年7月10日  |
| ○    | セーンサック・シッワルンニー               | 5R終了 判定   | ルンピニスタジアム                                           | 2009年11月21日 |
| ×    | リオ・シアン                               | 5R終了 判定   | ルンピニスタジアム                                           | 2009年10月3日  |
| ○    | セーンサック・シッワルンニー               | 5R終了 判定   | ルンピニスタジアム                                           | 2009年8月15日  |

## 獲得タイトル
- Z-1世界トーナメント大会 優勝
- 初代ランシット・スタジアム認定 インターナショナル・バンタム級王座
- ISKAムエタイ世界バンタム級王座
- RISE DEAD OR ALIVE 2020 -55kgトーナメント優勝
- 初代RISE世界バンタム級王座

## 出演

### 掲載された記事一覧
- 2009年5月 格闘技通信
- 2009年11月 格闘技通信
- 2010年6月 Fight&Life
- 2010年7月9日 読売新聞「ムエタイにかける青春」
- 2010年9月 ペルー新報（在ペルー日系人新聞）
- 2011年8月 シンラパ・ムエタイ（ムエタイ専門誌）
- 2015年4月 Fight&Life Vol.48「日本人は荒野を目指す」
- 2015年12月12日 東京スポーツ「志朗KO奪取宣言」
- 2016年5月11日 スポーツニッポン「熊本地震復興支援マッチ　15日開催」
- 2016年5月14日 朝日新聞 埼玉版「父の故郷・熊本復興あす支援マッチ」
- 2016年6月7日 熊本日日新聞「熊本の皆さんの力になりたい」
- 2017年2月12日 イーファイト【月間MVP】「志朗が1月度のMVP!ムエタイ現役ランカーを劇的KO」
- 2017年4月 Fight&Life Vol.59「志朗&麗也 埼玉発世界へ」
- 2017年5月21日 朝日新聞地域版「ムエタイ世界王者 被災地再訪」
- 2017年5月23日 読売新聞地域版「ムエタイ王者が義援金」
- 2017年5月26日 産経新聞地域版「さいたま市役所を凱旋訪問」
- 2018年5月27日 埼玉新聞「キックボクサー・志朗選手がさいたま市役所を訪問、飛躍誓う　２度目の王座防衛、ファイトマネーから寄付も」
- 2019年3月23日 ゴング格闘技5月号
- 2019年8月8日 熊本日日新聞「世界王者通潤橋復旧に一役」
- 2019年8月29日 熊本日日新聞「格闘技最前線　那須川に挑む志朗　２試合連続番狂わせ狙う」
- 2019年10月号 Fight&Life　志朗　栄光へのキックオフ
- 2019年8月9日 イーファイト【月間ベストファイター・7月】志朗、不利の予想を覆し現役ラジャ王者ルンキットを撃破した勝因とは

### テレビ・ラジオ出演番組
- 2010年4月25日 ラジオ日本「リスナーとともに」
- 2016年1月15日 テレビ埼玉情報番組「ごごたま」
- 2016年1月30日 テレビ埼玉　ドキュメンタリー「キックボクサー志朗世界への挑戦～ISKA世界ムエタイバンタム級タイトルマッチ」
- 2016年8月13日 テレビ埼玉　さいたま市長対談番組「たまカフェ」第1話・第2話
- 2017年1月28日 テレビ埼玉 ドキュメンタリー「キックボクサー志朗　不屈の闘志編～過去最強のムエタイ戦士　襲来」
- 2017年4月8日 TVQ九州放送「土曜の夜は!おとななテレビ」
- 2017年5月25日 テレビ埼玉「マチコミ」さいたま市遠藤副市長表敬訪問
- 2017年5月28日 テレビ埼玉「マチコミ」キックボクシング体験BeWELLジムより生中継
- 2017年6月16日 テレビ埼玉ドキュメンタリー「キックボクサー志朗　世界王座初防衛戦～未来飛翔編～」
- 2018年3月21日 テレビ埼玉 ドキュメンタリー「キックボクサー志朗 ムエタイ～世界最強の立ち技格闘技への挑戦」
- 2018年5月9日 テレビ埼玉「マチコミ」出演
- 2018年5月25日 テレビ埼玉「マチコミ」出演　防衛戦勝利報告
- 2018年6月23日 テレビ埼玉ドキュメンタリー「キックボクサー志朗ISKA世界ムエタイバンタム級王座２度目の防衛戦」
- 2019年2月20日 テレビ埼玉「マチコミ」出演
- 2019年1月19日 テレビ埼玉ドキュメンタリー「キックボクサー志朗挑戦者編ロードオブムエタイ第三章」
- 2019年7月5日 テレビ埼玉ドキュメンタリー「キックボクサー志朗　乾坤一擲　打破せよ！最強のムエタイ王者を！」[3][4]